# Kim Robertson
Kim Robertson, född den 10 mars 1957, är en nyzeeländsk före detta friidrottare som tävlade i kortdistanslöpning.
Robertsons främsta merit är bronset på 200 meter från det första inomhus-VM 1985 i Paris. 

## Personliga rekord
- 200 meter - 23,13 från 1978
- 400 meter - 51,60 från 1980